# Diócesis de Blois
La diócesis de Blois (en latín: Dioecesis Blesensis y en francés: Diocèse de Blois) es una circunscripción eclesiástica de la Iglesia católica en Francia. Se trata de una diócesis latina, sufragánea de la arquidiócesis de Tours. Desde el 1 de octubre de 2024 su obispo electo es Francis Bestion y su administrador diocesano es el presbítero Didier-Marie de Lovinfosse.

## Territorio y organización

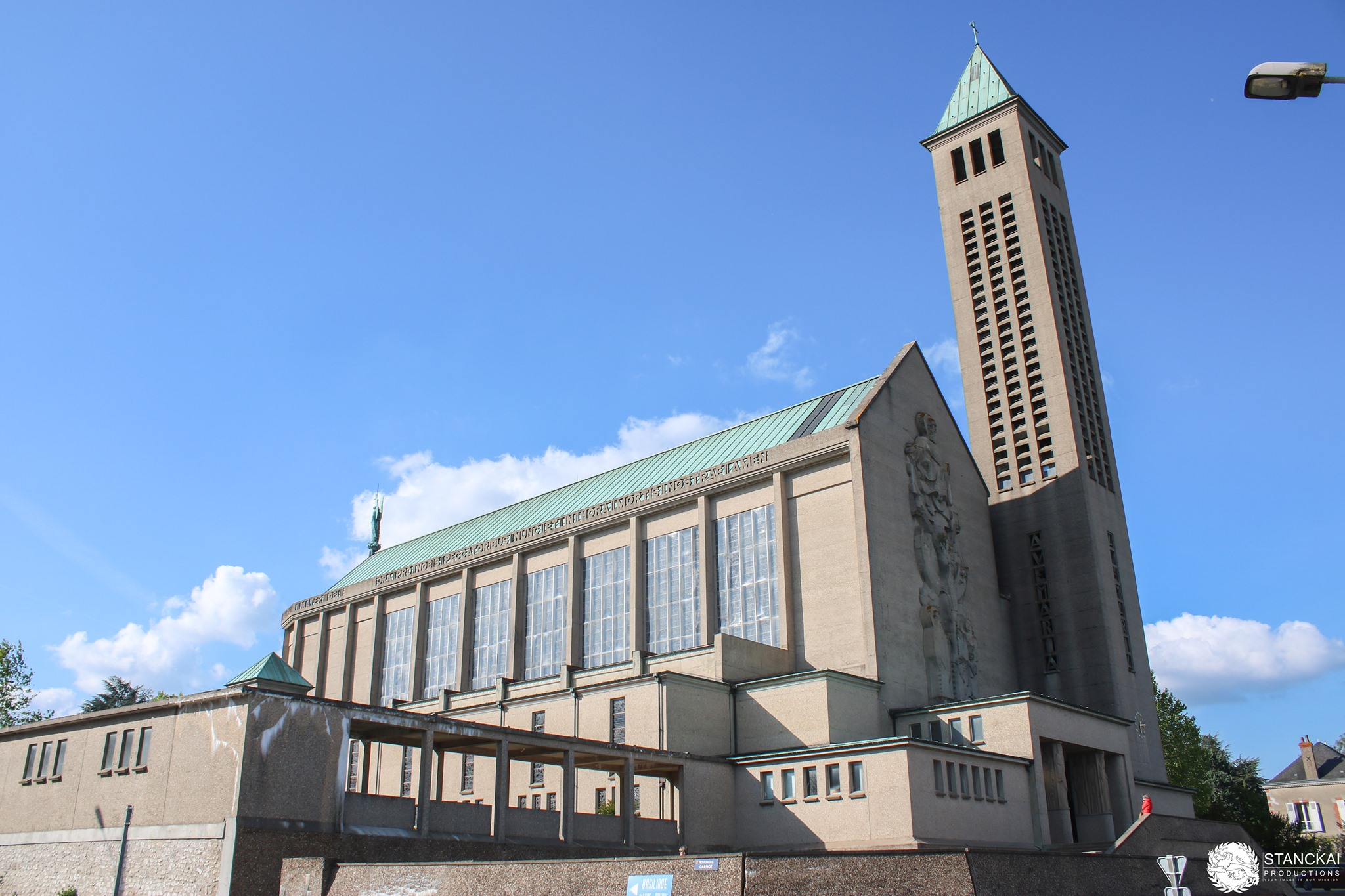
Basílica de Nuestra Señora de la Trinidad, en Blois

La diócesis tiene 6422 km² y extiende su jurisdicción sobre los fieles católicos de rito latino residentes en el departamento de Loir y Cher de la región de Centro-Valle del Loira.

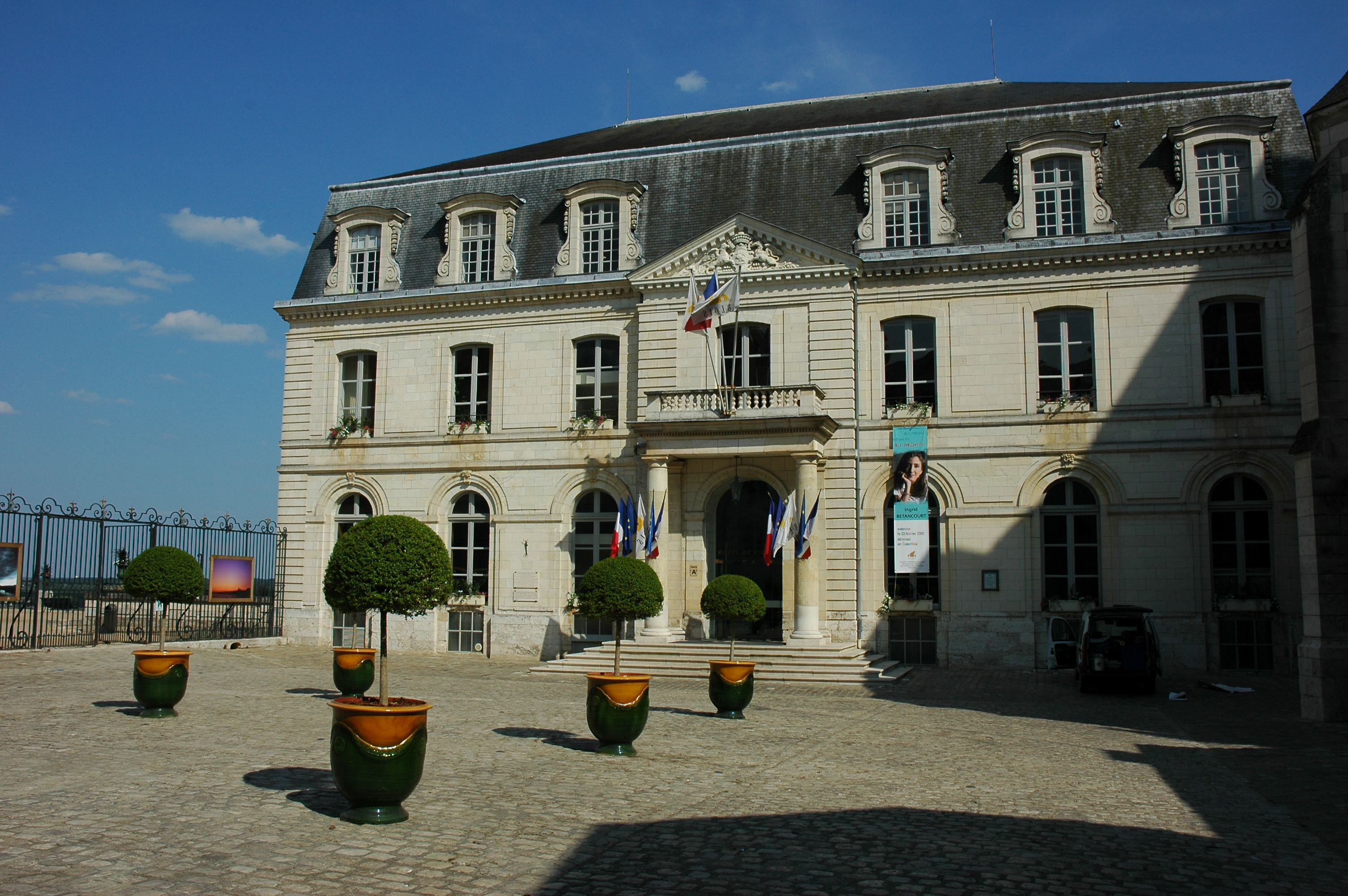
Antiguo palacio episcopal de Blois, hoy Hôtel de ville

La sede de la diócesis se encuentra en la ciudad de Blois, en donde se halla la Catedral de San Luis y la basílica de Nuestra Señora de la Trinidad.

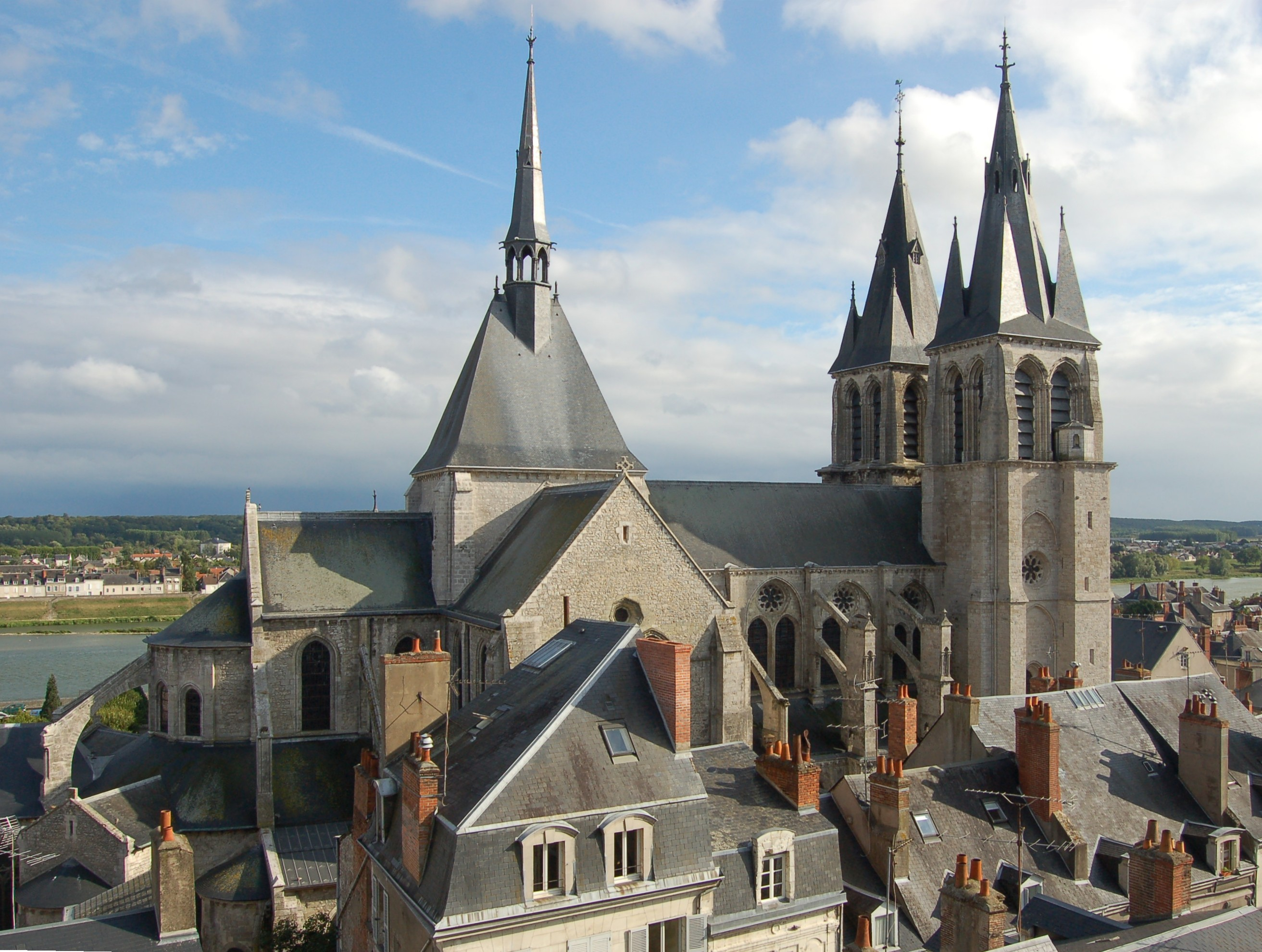
Iglesia de San Nicolás del Foix, en Blois, que fue sede de una abadía del

En 2022 en la diócesis existían 293 parroquias agrupadas en 5 decanatos.

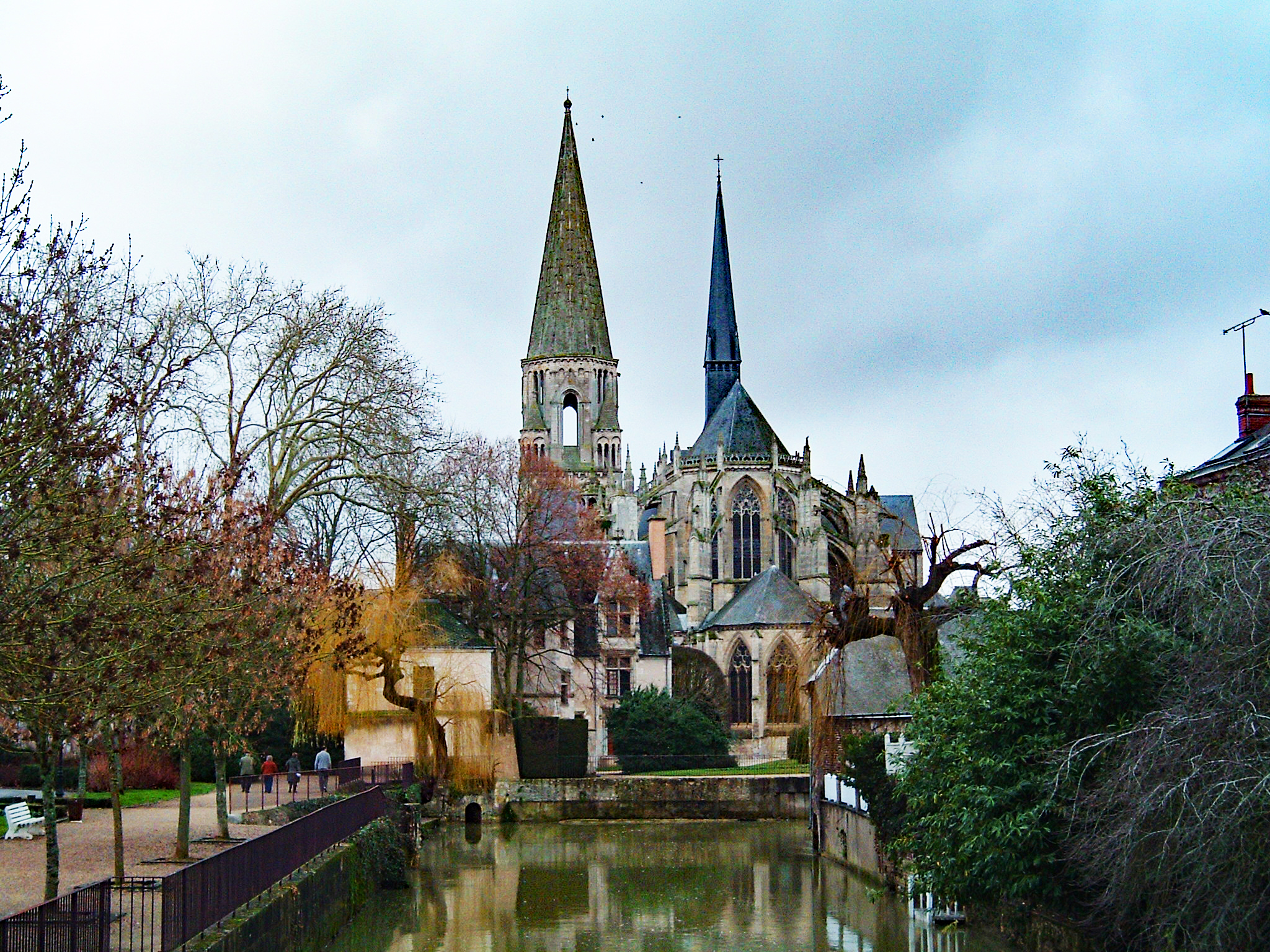
Abadía de la Trinidad de Vendôme, fundada en 1033

## Historia
El proyecto de erigir una diócesis en Blois se remonta a la segunda mitad del siglo XVI, debido a la inmensidad de la diócesis de Chartres, que incluía más de 900 parroquias y aproximadamente 400 000 habitantes. En 1573 y 1576 los ciudadanos solicitaron tener su propia diócesis al rey Carlos IX de Francia y luego a los Estados generales de Francia, solicitudes que sin embargo no fueron aceptadas.
Estos proyectos encontraron su resultado positivo a finales del siglo XVII. La diócesis fue erigida el 25 de junio de 1697 mediante la bula In sacra beati del papa Inocencio XII, obteniendo el territorio de la diócesis de Chartres. Originalmente fue sufragánea de la arquidiócesis de París.
El primer obispo fue David-Nicolas Bertier, vicario general de Chartres. Se erigió como catedral la iglesia de San Solemno, dedicada en esta ocasión a san Luis, edificio que data del siglo XII, pero reconstruido varias veces, la última unos años antes de la erección de la diócesis.
La diócesis incluía 192 parroquias, divididas en 3 arcedianatos (Blois, Vendôme y Châteaudun) y 16 decanatos. Al inicio de la Revolución francesa, la diócesis incluía también: 3 abadías benedictinas (Saint-Laumer en Blois, Sainte-Trinité en Vendôme y Notre-Dame en Pontlevoy), la abadía agustiniana Notre-Dame en Blois, la abadía premonstratense de Sainte-Trinité o Saint-Sauveur en Authon y la cisterciense Sainte-Marie-de-l'Aumône en La Colombe.
Tras el concordato mediante la bula Qui Christi Domini del papa Pío VII del 29 de noviembre de 1801, la diócesis fue suprimida y su territorio incorporado al de la diócesis de Orleans. El obispo Alexandre de Lauzières de Thémines fue uno de los más acérrimos opositores al concordato, no dimitió, como le había ordenado el papa, y tuvo que refugiarse en el exilio, sin poder volver jamás a Francia (murió en Bruselas en 1829). De hecho, fue uno de los obispos nombrados antes de la revolución que no aceptó la "invitación" a dimitir después del Concordato de 1801 y, de hecho, el único que se negó a reconocer su legitimidad incluso después de la Restauración, siendo incluso el último anticoncordatario superviviente cuando los obispos acordaron formalmente dimitir (1816). Por este motivo tuvo que permanecer en el exilio.
En junio de 1817 se estipuló un nuevo concordato entre la Santa Sede y el gobierno francés, al que siguió el 27 de julio la bula Commissa divinitus, con la que el papa restauró la sede de Blois. También se nombró un nuevo obispo, Jean-François Martin de Boisville. Sin embargo, como el Parlamento de París no ratificó el concordato, la erección de la diócesis y el nombramiento del obispo no surtieron ningún efecto.
El 6 de octubre de 1822 la diócesis fue restablecida definitivamente mediante de la bula Paternae charitatis del papa Pío VII, derivando el territorio de la misma diócesis de Orleans. En comparación con la antigua diócesis del antiguo régimen, la nueva incluía parroquias que habían pertenecido a las diócesis de Orleans y Le Mans, y a las arquidiócesis de Tours y Bourges.
El obispo electo de Boisville fue trasladado a la sede de Dijon, mientras que Philippe-François Sausin, vicario general de Valence, fue nombrado nuevo obispo. Estableció el seminario diocesano y trabajó para restablecer el cisma de la Petite Église, provocado por la disidencia del obispo Lauzières de Thémines.
El 9 de octubre de 1966 la diócesis se convirtió en sufragánea de la arquidiócesis de Bourges. El 8 de diciembre de 2002 pasó a formar parte de la provincia eclesiástica de Tours.

## Estadísticas
Según el Anuario Pontificio 2023 la diócesis tenía a fines de 2022 un total de 187 000 fieles bautizados.
| Año                                                                             | Población            | Población | Población      | Sacerdotes | Sacerdotes    | Sacerdotes    | Bautizados por sacerdote | Diáconos permanentes | Religiosos | Religiosos | Parroquias |
| Año                                                                             | Bautizados católicos | Total     | % de católicos | Total      | Clero secular | Clero regular | Bautizados por sacerdote | Diáconos permanentes | Varones    | Mujeres    | Parroquias |
| ------------------------------------------------------------------------------- | -------------------- | --------- | -------------- | ---------- | ------------- | ------------- | ------------------------ | -------------------- | ---------- | ---------- | ---------- |
| 1950                                                                            | 169 693              | 242 419   | 70.0           | 241        | 229           | 12            | 704                      |                      | 10         | 479        | 295        |
| 1959                                                                            | 227 832              | 239 824   | 95.0           | 227        | 213           | 14            | 1003                     |                      | 14         | 403        | 295        |
| 1970                                                                            | 254 501              | 267 896   | 95.0           | 195        | 175           | 20            | 1305                     |                      | 13         | 353        | 298        |
| 1980                                                                            | 270 000              | 287 779   | 93.8           | 162        | 133           | 29            | 1666                     | 1                    | 29         | 285        | 292        |
| 1990                                                                            | 277 000              | 306 000   | 90.5           | 121        | 104           | 17            | 2289                     | 5                    | 19         | 158        | 292        |
| 1999                                                                            | 245 000              | 306 150   | 80.0           | 109        | 99            | 10            | 2247                     | 7                    | 12         | 130        | 292        |
| 2000                                                                            | 250 000              | 314 311   | 79.5           | 114        | 106           | 8             | 2192                     | 7                    | 10         | 137        | 292        |
| 2001                                                                            | 250 000              | 314 311   | 79.5           | 109        | 100           | 9             | 2293                     | 7                    | 10         | 140        | 292        |
| 2002                                                                            | 250 000              | 314 311   | 79.5           | 104        | 90            | 14            | 2403                     | 7                    | 19         | 137        | 292        |
| 2003                                                                            | 250 000              | 314 311   | 79.5           | 105        | 85            | 20            | 2380                     | 7                    | 23         | 112        | 292        |
| 2004                                                                            | 258 680              | 317 810   | 81.4           | 94         | 83            | 11            | 2751                     | ?                    | 19         | 104        | 292        |
| 2006                                                                            | 258 073              | 317 810   | 81.2           | 99         | 89            | 10            | 2606                     | 10                   | 14         | 97         | 292        |
| 2012                                                                            | 185 097              | 338 503   | 54.7           | 95         | 64            | 31            | 1948                     | 8                    | 34         | 81         | 293        |
| 2015                                                                            | 184 050              | 342 224   | 53.8           | 86         | 58            | 28            | 2140                     | 10                   | 36         | 84         | 293        |
| 2018                                                                            | 183 250              | 334 700   | 54.8           | 68         | 55            | 13            | 2694                     | 14                   | 15         | 74         | 293        |
| 2020                                                                            | 186 800              | 342 200   | 54.6           | 64         | 49            | 15            | 2918                     | 14                   | 21         | 69         | 293        |
| 2022                                                                            | 187 000              | 343 000   | 54.5           | 66         | 50            | 16            | 2833                     | 16                   | 23         | 65         | 293        |
| Fuente: Catholic-Hierarchy, que a su vez toma los datos del Anuario Pontificio. |                      |           |                |            |               |               |                          |                      |            |            |            |

## Episcopologio
- David-Nicolas Bertier † (1 de julio de 1697-20 de agosto de 1719 falleció)
- Jean-François-Paul Le Fèvre de Caumartin † (4 de marzo de 1720-30 de agosto de 1733 falleció)
- François de Crussol d'Uzès † (17 de noviembre de 1734-26 de septiembre de 1753 nombrado arzobispo de Toulouse)
- Charles-Gilbert de May de Termont † (10 de diciembre de 1753-22 de julio de 1776 falleció)
- Alexandre-François-Amédée-Adonis-Louis-Joseph de Lauzières de Thémines † (16 de septiembre de 1776-29 de noviembre de 1801 depuesto)[nota 4]
  - Sede suprimida (1801-1822)
  - Jean-François Martin de Boisville † (1 de octubre de 1817-19 de abril de 1822 nombrado obispo de Dijon) (obispo electo)
- Philippe-François Sausin † (16 de mayo de 1823-5 de marzo de 1844 falleció)
- Marie-Auguste Fabre-des-Essarts † (17 de junio de 1844-20 de octubre de 1850 falleció)
- Louis-Théophile Palluc du Parc † (17 de febrero de 1851-31 de marzo de 1877 renunció)
- Charles-Honoré Laborde † (25 de junio de 1877-18 de mayo de 1907 falleció)
- Alfred-Jules Mélisson † (10 de octubre de 1907-9 de febrero de 1925 renunció[nota 5])
- Georges-Marie-Eugène Audollent † (15 de mayo de 1925-9 de noviembre de 1944 falleció)
- Louis-Sylvain Robin † (3 de noviembre de 1945-28 de noviembre de 1961 renunció[nota 6])
- Joseph-Marie-Goerges-Michel Goupy † (28 de noviembre de 1961 por sucesión-25 de julio de 1990 retirado)
- Jean Cuminal † (25 de julio de 1990-18 de abril de 1996 falleció)
- Maurice Le Bègue de Germiny (27 de marzo de 1997-22 de noviembre de 2014 retirado)
- Jean-Pierre Batut (22 de noviembre de 2014-26 de junio de 2023 renunció[nota 7])
- Francis Bestion, desde el 1 de octubre de 2024